# Saint-Clément-des-Baleines
Saint-Clément-des-Baleines é uma comuna francesa na região administrativa da Nova Aquitânia, no departamento de Charente-Maritime. Estende-se por uma área de 6,80 km². Em 2010 a comuna tinha 674 habitantes (densidade: 99,1 hab./km²).